# Guitar Slinger (álbum)
Guitar Slinger es un álbum del guitarrista Johnny Winter, lanzado en 1984. Fue el primero de su trilogía con Alligator Records y no contiene canciones compuestas por él mismo. El álbum fue nominado por los Premios Grammy al mejor álbum de blues tradicional.

## Lista de canciones
1. "It's My Life, Baby" (Don Robey) – 4:08
2. "Don't Take Advantage of Me" (Lee Baker, Jr.) – 5:22
3. "Iodine in My Coffee" (Muddy Waters) – 3:44
4. "Trick Bag" (Earl King) – 3:20
5. "Mad Dog" (Charles Sheffield, Eddie Shuler) – 4:27
6. "Boot Hill" (Simon Bink, James Reyne) – 3:35
7. "I Smell Trouble" (Don Robey) – 4:50
8. "Lights Out" (Mac Rebennack, Seth David) – 2:33
9. "Kiss Tomorrow Goodbye" (Al Reed) – 3:53
10. "My Soul" (Jamesetta Hawkins) – 3:45

## Personal
Músicos
- Johnny Winter – voces, guitarras
- Ken Saydak – teclado
- Johnny B. Gayden – bajo
- Casey Jones – batería
- Terry Ogolini - saxofón tenor
- Steve Eisen - saxofón barítono
- Don Tenuto - trompeta
- Jim Exum - trombón
- Gene Barge – saxofón tenor en "Lights Out"
- Billy Branch – armónica en "Iodine in My Coffee"

Producción
- Johnny Winter, Bruce Iglauer, Dick Shurman – productores
- Fred Breitberg – ingeniero de grabación
- Glenn Odagawa – asistente de ingeniero de grabación